# جود لا
دیوید جود هیورث لا (انگلیسی: David Jude Heyworth Law؛ زادهٔ ۲۹ دسامبر ۱۹۷۲) بازیگر انگلستانی است. او برندهٔ یک جایزهٔ آکادمی فیلم بریتانیا شده و همچنین نامزد دریافت دو جایزهٔ اسکار، دو جایزهٔ تونی و چهار جایزهٔ گلدن گلوب بوده‌است. او در سال ۲۰۰۷ سزار افتخاری را دریافت کرد و از طرف دولت فرانسه به‌عنوان شوالیهٔ نشان هنر و ادب انتخاب شد.
لا در لندن به دنیا آمد و بزرگ شد و بازیگری را در تئاتر آغاز کرد. بعد از چندین نقش کوتاه در فیلم‌های بلند، او برای ایفای نقش در تریلر آقای ریپلی بااستعداد (۱۹۹۹) به شهرت رسید و برندهٔ جایزهٔ بفتای بهترین بازیگر نقش مکمل مرد و نامزد دریافت جایزهٔ اسکار شد. او برای فیلم‌های دشمن پشت دروازه‌ها (۲۰۰۱)، هوش مصنوعی (۲۰۰۱) و جاده‌ای به‌سوی تباهی (۲۰۰۲) تحسین و به موفقیت بیشتری دست یافت. لا برای ایفای نقش در فیلم جنگی کوهستان سرد (۲۰۰۳)، درام نزدیک‌تر (۲۰۰۴) و کمدی عاشقانهٔ تعطیلات (۲۰۰۶) بار دیگر تحسین شد. او برای کوهستان سرد برای بار دوم نامزد دریافت جایزهٔ اسکار شد.
لا نقش دکتر واتسن را در فیلم‌های اکشن شرلوک هولمز (۲۰۰۹) و شرلوک هولمز: بازی سایه‌ها (۲۰۱۱) ایفا کرده‌است. او همچنین نقش جوانی آلبوس دامبلدور را در فیلم‌های فانتزی جانوران شگفت‌انگیز: جنایات گریندل‌والد (۲۰۱۸) و جانوران شگفت‌انگیز: اسرار دامبلدور (۲۰۲۲) ایفا کرده‌است. همچنین در سال ۲۰۱۹ نقش یون-راگ را در فیلم ابرقهرمانی کاپیتان مارول ایفا کرد. همهٔ این فیلم‌ها با فروش بالایی همراه بوده‌اند. دیگر نقش‌های قابل توجهش عبارتند از شیوع (۲۰۱۱)، هوگو (۲۰۱۱)، عوارض جانبی (۲۰۱۳)، هتل بزرگ بوداپست (۲۰۱۴) و جاسوس (۲۰۱۵)؛ و مجموعه‌های تلویزیونی پاپ جوان (۲۰۱۶) و پاپ جدید (۲۰۲۰).
لا در نمایش‌های تئاتر فعالیت داشته‌است. او در تولیدات وست اند و برادوی مانند هملت در ۲۰۱۰ و آنا کریستی در ۲۰۱۱ ایفای نقش کرده و برای هملت نامزد دریافت جایزهٔ تونی شده‌است.

## کودکی
جود لا متولد منطقه جنوب شهر لندن است. وی فرزند دوم خانواده بوده و یک خواهر به نام ناتاشا دارد. مادرش مارگارت، معلم و پدرش پیتر، از مدیران شهر لندن بود. نام وی را از روی یک کتاب و یک آهنگ جود گذاشتند.

## فعالیت هنری

### دهه ۱۹۸۰ و ۱۹۹۰
در سال ۱۹۸۷ جود لا بازیگری را با اجراهایی در تئاتر ملی موسیقی جوانان شروع کرد. وی نقش‌های متفاوتی را در نمایش‌های کارگردانان مختلف پذیرا بود.وی نقش کوتاهی در یکی از قسمت‌های سریال شرلوک هولمز با بازی جرمی برت داشت . بخاطر نقش‌آفرینی‌هایش موفق شد نامزدر دریافت جایزه الیویر شود. جایزه الیویر به شکل سالانه اهدا شده و برای اهالی تئاتر شهر لندن است.
در سال ۱۹۹۵ در تئاتری در برادوی شروع به اجرای نمایش کرد. در این نمایش و در مقابل بازیگرانی چون کتلین ترنر، راجر ریز و سینتیا نیکسون قرار داشت و موفق شد نامزد دریافت جایزه تونی شود.

## دیگر فعالیت‌ها

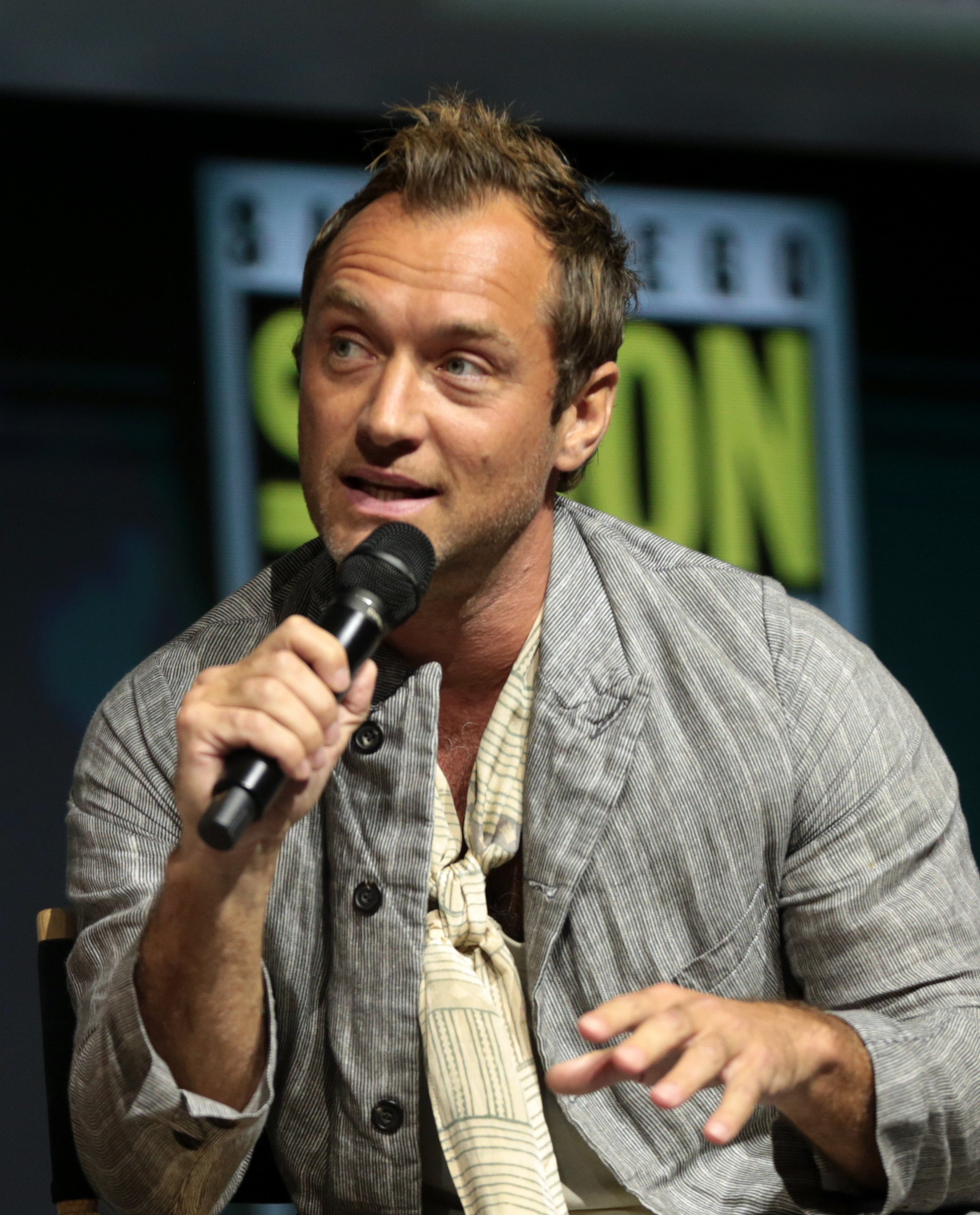
جود لا در کامیک کان بین المللی سن دیگو ۲۰۱۸، برای «جانوران شگفت انگیز: جنایات گریندل والد»، در مرکز کنوانسیون سن دیگو در سن دیگو، کالیفرنیا صحبت میکند.

### تبلیغات
وی در تبلیغات‌های ادکلن‌های مردانه دیور ظاهر شده و

### صلح
در ژوئیه ۲۰۰۷ طی سفر ۱۰ روزه‌ای به افغانستان به همراه جرمی گیلی، مشغول تهیه مستند شدند. طبق گفته‌های مسئول یونیسف، وی به همراه گروهش به مناطق خطرناکی در افغانستان سفر کردند و با کودکان، مسئولان محلی، مسئولان یونیسف و … مصاحبه‌هایی انجام دادند. آن‌ها همچنین به مدارس مختلفی در شهر کابل رفتند و از برنامه‌های یونیسف در آن مدارس مستنداتی تهیه کردند.
در ۳۰ اوت ۲۰۰۸ جود لا مجدداً به افغانستان سفری کرده و در راستای ایجاد صلح، گفتگوهایی با حامد کرزی، رئیس‌جمهور، سران ناتو و سازمان ملل انجام داده.

## زندگی شخصی

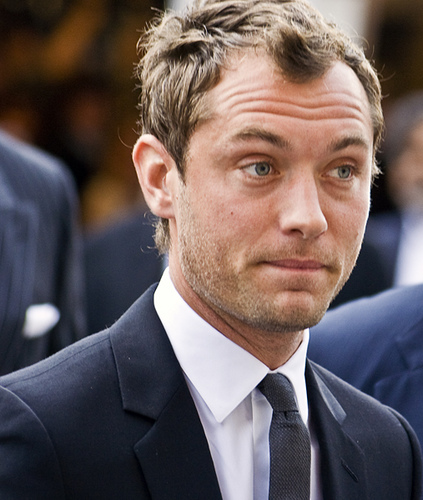
در سال ۲۰۱۰

والدین جود لا در کشور فرانسه زندگی می‌کنند و مالک یک مدرسه نمایش و تئاتر هستند، اما خواهرش ناتاشا در لندن سکونت دارد.
جود برای اولین بار در سال ۱۹۹۷ با سادی فراست ازدواج کرد. این دو پیش‌تر در یک فیلم با هم آشنا شده بودند؛ ولی در نهایت در سال ۲۰۰۳ از یکدیگر جدا می‌شوند. حاصل این ازدواج سه فرزند به نام‌های رفرتی (متولد ۱۹۹۶)، ایریس (متولد ۲۰۰۰) و رودی (متولد ۲۰۰۲) بود.
در سال ۲۰۰۴ و در زمان ساخت فیلم الفی بود که جود با سیه نا میلر آشنا شده و وارد رابطه‌ای شده و در سال ۲۰۰۴ به شکل رسمی نامزد می‌شوند. در ۸ ژوئیه ۲۰۰۵ جود لا بخاطر داشتن رابطه‌ای با پرستار کودک میلر از وی عذرخواهی کرده و در نهایت این رابطه در نوامبر ۲۰۰۶ به پایان می‌رسد.
در ۲۹ ژوئیه ۲۰۰۹ اعلام شد که جود لا بخاطر داشتن رابطه‌ای با سامانتا بورک، مدل آمریکایی، قرار است برای چهارمین بار پدر شود. فرزند وی در سپتامبر همان سال به دنیا آمد و نامش سوفیا است.
در دسامبر ۲۰۰۹ اعلام شد جود و نامزد سابقش، سیه نا میلر دوباره با هم وارد رابطه شده‌اند. این دو به همراه سه فرزند جود لا تعطیلاتی را با هم در باربادوس گذراندند؛ اما در فوریه سال ۲۰۱۱ مجدداً جدا شدند.        در سال ۲۰۱۹ با فیلیپا کوآن ۳۲ ساله ازدواج کرد.

## فیلم‌شناسی

### فیلم
| سال  | عنوان                                     | نقش                      | یادداشت‌ها                  |
| ---- | ----------------------------------------- | ------------------------ | -------------------------- |
| ۱۹۹۲ | The Crane                                 | مرد جوان                 | فیلم کوتاه                 |
| ۱۹۹۴ | خرید                                      | بیلی                     |                            |
| ۱۹۹۶ | دوستت دارم، دوستت ندارم                   | ایثن                     |                            |
| ۱۹۹۷ | خم شده                                    | مأمور نازی               |                            |
| ۱۹۹۷ | وایلد                                     | لرد آلفرد داگلاس         |                            |
| ۱۹۹۷ | گاتاکا                                    | جروم یوجین مورو          |                            |
| ۱۹۹۷ | نیمه‌شب در باغ خوب و بد                    | بیلی کارل هنسون          |                            |
| ۱۹۹۸ | موسیقی از اتاقی دیگر                      | دنی                      |                            |
| ۱۹۹۸ | Final Cut                                 | جود                      |                            |
| ۱۹۹۸ | دانش تمساح‌ها                              | Steven Grlscz            | همچنین با عنوان «جادوانگی» |
| ۱۹۹۹ | اگزیستنز                                  | تد پیکول                 |                            |
| ۱۹۹۹ | قصه‌های مترو                               | (کارگردان)               | «پرنده‌ای در دست»           |
| ۱۹۹۹ | حضور ذهن                                  | منشی                     |                            |
| ۱۹۹۹ | آقای ریپلی بااستعداد                      | دیکی گرین‌لیف             |                            |
| ۲۰۰۰ | عشق، افتخار و تمکین                       | جود                      |                            |
| ۲۰۰۰ | امجی خوشحال                               | تونی امجی                | فیلم کوتاه                 |
| ۲۰۰۱ | دشمن پشت دروازه‌ها                         | واسیلی زایتسف            |                            |
| ۲۰۰۱ | هوش مصنوعی                                | ژیگولو جو                |                            |
| ۲۰۰۲ | جاده‌ای به‌سوی تباهی                        | هارلن مگوایز             |                            |
| ۲۰۰۳ | کوهستان سرد                               | دابلیو. پی. اینمن        |                            |
| ۲۰۰۴ | قلب من هاکبی                              | برد استند                |                            |
| ۲۰۰۴ | الفی                                      | آلفی                     |                            |
| ۲۰۰۴ | نزدیک‌تر                                   | دن                       |                            |
| ۲۰۰۴ | هوانورد                                   | ارول فلین                |                            |
| ۲۰۰۴ | کاپیتان اسکای و دنیای فردا                | خلبان آسمان/جوزف سالیوان |                            |
| ۲۰۰۴ | سرگذشت ناگوار، داستان‌های لمونی اسنیکت     | لمونی اسنیکت             |                            |
| ۲۰۰۶ | همه مردان پادشاه                          | جک بردن                  |                            |
| ۲۰۰۶ | شکستن و وارد شدن                          | ویل فرانسیس              |                            |
| ۲۰۰۶ | تعطیلات                                   | گراهام                   |                            |
| ۲۰۰۷ | شب‌های بلوبری من                           | جرمی                     |                            |
| ۲۰۰۷ | کاراگاه                                   | مایلو                    |                            |
| ۲۰۰۹ | خشم                                       | مینکس                    |                            |
| ۲۰۰۹ | دکتر پارناسوس، مردی که به شیطان رو دست زد | تونی (تغییرشکل دوم)      |                            |
| ۲۰۰۹ | شرلوک هولمز                               | دکتر واتسن               |                            |
| ۲۰۱۰ | شرخر                                      | رمی                      |                            |
| ۲۰۱۱ | شیوع                                      | آلن کرام‌وید              |                            |
| ۲۰۱۱ | هیوگو                                     | پدر هیوگو                |                            |
| ۲۰۱۱ | شرلوک هلمز: بازی سایه‌ها                   | دکتر واتسن               |                            |
| ۲۰۱۲ | ۳۶۰                                       | مایکل دیلی               |                            |
| ۲۰۱۲ | آنا کارنینا                               | آلکسی کارنین             |                            |
| ۲۰۱۲ | ظهور نگهبانان                             | پیچ (لولوخورخوره)        |                            |
| ۲۰۱۳ | عوارض جانبی                               | دکتر جاناتان بنکس        |                            |
| ۲۰۱۳ | دام همینگوی                               | دام همینگوی              |                            |
| ۲۰۱۴ | هتل بزرگ بوداپست                          | آرتور جوان               |                            |
| ۲۰۱۴ | دریای سیاه                                | ناخدا رابینسون           |                            |
| ۲۰۱۵ | جاسوس                                     | بردلی فاین               |                            |
| ۲۰۱۶ | نابغه                                     | توماس ولف                |                            |
| ۲۰۱۷ | شاه آرتور: افسانه شمشیر                   | ورتیگرن                  |                            |
| ۲۰۱۸ | وکس لوکس                                  |                          |                            |
| ۲۰۱۸ | جانوران شگفت‌انگیز: جنایات گریندل‌والد      | آلبوس دامبلدور           |                            |
| ۲۰۱۹ | کاپیتان مارول                             |                          |                            |
| ۲۰۱۹ | یک روز بارانی در نیویورک                  |                          |                            |
| ۲۰۲۰ | بخش ریتم                                  |                          |                            |
| ۲۰۲۰ | لانه                                      |                          |                            |
| ۲۰۲۲ | جانوران شگفت‌انگیز: اسرار دامبلدور         | آلبوس دامبلدور           |                            |
| ۲۰۲۳ | پیتر پن و وندی                            | کاپیتان هوک              |                            |
| ۲۰۲۳ | فتنه‌گر                                    | هنری هشتم                |                            |
| ۲۰۲۴ | The Order                                 |                          |                            |
| ۲۰۲۴ | بهشت                                      |                          |                            |

### تلویزیون
| سال       | عنوان                      | نقش                      | یادداشت‌ها                                        |
| --------- | -------------------------- | ------------------------ | ------------------------------------------------ |
| ۱۹۸۹      | خیاط گلاستر                | سم، خدمتکار طویلهٔ شهردار | فیلم تلویزیونی                                   |
| ۱۹۹۰      | خانواده‌ها                  | نیثت تامپسون             |                                                  |
| ۱۹۹۱      | کتاب پرونده‌های شرلوک هولمز | جو بارنز                 | قسمت: "Shoscombe Old Place"                      |
| ۱۹۹۳      | مارشال                     | برونو                    |                                                  |
| ۲۰۰۴–۲۰۱۰ | پخش زنده شنبه شب           | خودش (میزبان)            | دو قسمت                                          |
| ۲۰۱۵      | توست ساکن لندن             | خودش                     | قسمت: «گرمای جهانی»                              |
| ۲۰۱۶      | پاپ جوان                   | پاپ پیوس سیزدهم          | ده قسمت                                          |
| ۲۰۱۷–۲۰۱۸ | Neo Yokio                  | چارلز                    | ۷ قسمت                                           |
| ۲۰۲۰      | پاپ جدید                   |                          | ۹ قسمت                                           |
| ۲۰۲۰      | روز سوم                    | سم                       | ۵ قسمت                                           |
| ۲۰۲۳      | چه می‌شود اگر… ؟            | Yon-Rogg (صداپیشه)       | قسمت: "What If... Nebula Joined the Nova Corps?" |
| ۲۰۲۴      | جنگ ستارگان: خدمه اسکلت    |                          |                                                  |
| TBA       | خرگوش سیاه                 |                          |                                                  |

## جایزه‌ها و نامزدی‌ها

### جوایز
- برنده بهترین بازیگر نقش مکمل مرد برای فیلم آقای ریپلی بااستعداد در جشنواره فیلم بفتا (۲۰۰۰)

### نامزدی
- نامزد بهترین بازیگر نقش مکمل مرد برای فیلم آقای ریپلی بااستعداد در جایزه اسکار (۲۰۰۰)
- نامزد بهترین بازیگر نقش اول مرد برای فیلم کوهستان سرد در جایزه اسکار (۲۰۰۵)